# Gypona sedula
Gypona sedula är en insektsart som beskrevs av Delong 1980. Gypona sedula ingår i släktet Gypona och familjen dvärgstritar. Inga underarter finns listade i Catalogue of Life.